# Waterkering Onrustpolder, Jacobapolder en Anna-Frisopolder
De Waterkering Onrustpolder, Jacobapolder en Anna-Frisopolder was een waterschap in de gemeenten Wissenkerke en Kortgene op Noord-Beveland, in de Nederlandse provincie Zeeland.
Het waterschap had tot taak het beheer van de zeedijken van de Anna-Frisopolder, de Jacobapolder, de Rippolder, de Mariapolder en de Onrustpolder. Het was in 1917 ontstaan uit het waterschap de Waterkering van de calamiteuze Anna Frisopolder na het calamiteus verklaren van de Onrustpolder. Pas in 1979 werden de taken overgenomen door het Waterschap Noord-Beveland.